# South Solon (Ohio)
Pour les articles homonymes, voir South Solon.
South Solon est un village américain situé dans le comté de Madison, dans l'Ohio. Selon le recensement de 2010, sa population est de 355 habitants.